# Alexander Pyone Cho
Alexander Pyone Cho (* 10. Juli 1949 in Oatshitpin) ist ein myanmarischer römisch-katholischer Geistlicher und emeritierter Bischof von Pyay. 

## Leben
Alexander Pyone Cho empfing am 15. März 1975 das Sakrament der Priesterweihe für das Bistum Prome.
Papst Benedikt XVI. ernannte ihn am 3. Dezember 2010 zum Bischof von Pyay. Die Bischofsweihe spendete ihm der Apostolische Nuntius in Thailand und Kambodscha und Apostolische Delegat in Myanmar  und Laos, Erzbischof Giovanni d’Aniello, am 27. Februar des nächsten Jahres; Mitkonsekratoren waren Paul Zingtung Grawng, Erzbischof von Mandalay, und Charles Maung Bo SDB, Erzbischof von Yangon.
Papst Franziskus nahm am 3. Dezember 2024 seinen altersbedingten Rücktritt an.